# Alexandru Borda
Alexandru Borda (n.  ? – d. 17 iulie 1954, Turda, Cluj, România) a fost un preot român, membru al Congregației comitatului Alba Inferioară care a participat ca membru P.N.R. la adunarea Astrei organizată la Blaj. A fost delegat titular al cercului electoral Acățări, județul Mureș.

## Date biografice
A fost preot în Șard, județul Alba, apoi la Sebeș și din 1914 la Luduș. A fost membru al Congregației comitatului Alba Inferioară, în această calitate a participat la adunarea jubiliară a „Astrei” organizată la Blaj în 1911. A organizat Sfatul Național Român și Garda Națională din Luduș. În 1922 devine protopop de Luduș. A fost membru P.N.R apoi al P.N.Ț. În 1919 a fost senator de Turda-Arieș. Între 1931-1934 a fost președinte al Consiulului Județean Turda.